# Federazione calcistica della Repubblica del Congo
La Federazione calcistica della Repubblica del Congo (fra. Fédération Congolaise de Football; arabo اتحاد الكونغو لكرة القدم, acronimo FECOFOOT) è l'ente che governa il calcio nella Repubblica del Congo. 
Fondata nel 1962, si affiliò alla FIFA nello stesso anno e alla CAF nel 1966. Ha sede nella capitale Brazzaville e controlla il campionato nazionale, la coppa nazionale e la nazionale del paese.